# 国立人類学博物館
国立人類学博物館（こくりつじんるいがくはくぶつかん、スペイン語: Museo Nacional de Antropología、MNA）は、メキシコシティにある、メソアメリカの考古・民族資料を収集・展示する館。

## 概要
現在の博物館の建物はアドルフォ・ロペス・マテオス大統領によって、チャプルテペク公園内に建設され、1964年9月17日に開館した。22の常設展示室、2室の企画展示室、3つのホールがある。館内には国立人類学歴史学図書館がある。
博物館のコレクションは、メキシコ全土から集められた大量の考古学および人類学的収集品から構成される。主なものとして、太陽の石、オルメカの巨石人頭像、水の神に捧げられたテオティワカンの記念碑的彫刻、パカル大王の墓、モンテ・アルバンの葬儀の供物、ソチカルコの石碑、トゥーラ・シココティトラン出土のトルテカの地図、博物館の入口に立つトラロックの彫刻があげられる。
年間に200万人が訪れる、アメリカ大陸最大の博物館でもある。

## 歴史

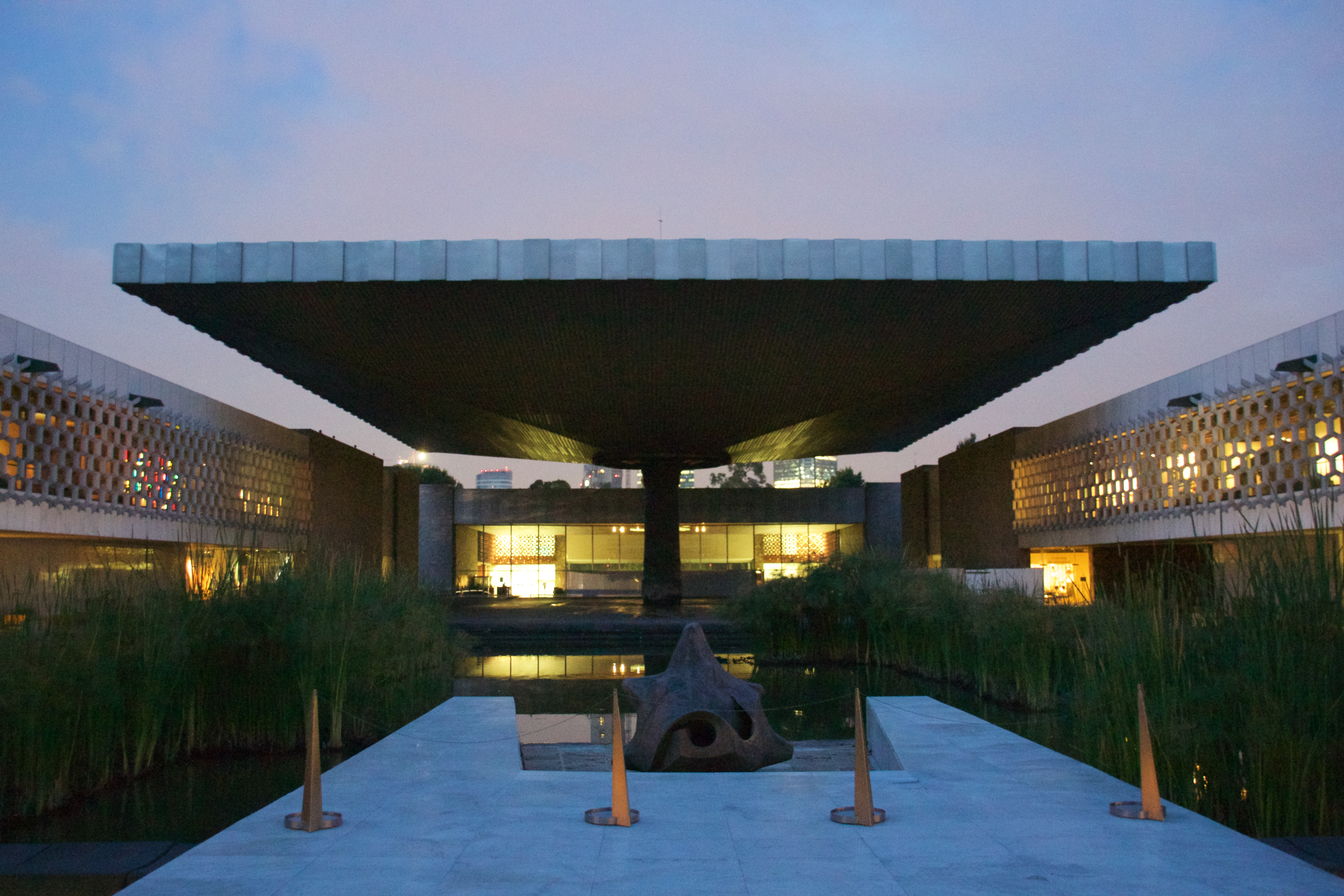
ウシュマルの「尼僧院」にインスピレーションを受けて設計された中庭

先コロンブス期に、すでにナワ族は、自分たちに先立つ文明への興味を持ち、遺跡やピラミッドを発掘して品物を集め、磨いたり色を塗るなど、自身の宗教文化の要素を加えて再利用していた。
18世紀末、副王ブカレリの命令により、ロレンソ・ボトゥルニ (Lorenzo Boturini Benaduci) のコレクションの一部をなしていた文書が王立メキシコ大学内に預けられた。コアトリクエの像や太陽の石も同じ場所に置かれた。これがメキシコにおける博物館のはじまりである。
19世紀にはいると、アレクサンダー・フォン・フンボルトら名だたる学者がメキシコを訪れ、先住民の芸術と歴史の価値を認識させた。その結果、1825年にグアダルーペ・ビクトリア大統領は、歴史学者ルカス・アラマンの協力のもと、メキシコ国立博物館を設立した。1865年以前に、メキシコ皇帝マクシミリアンは、博物館を、造幣局のあったモネダ通り13番地に移転した。

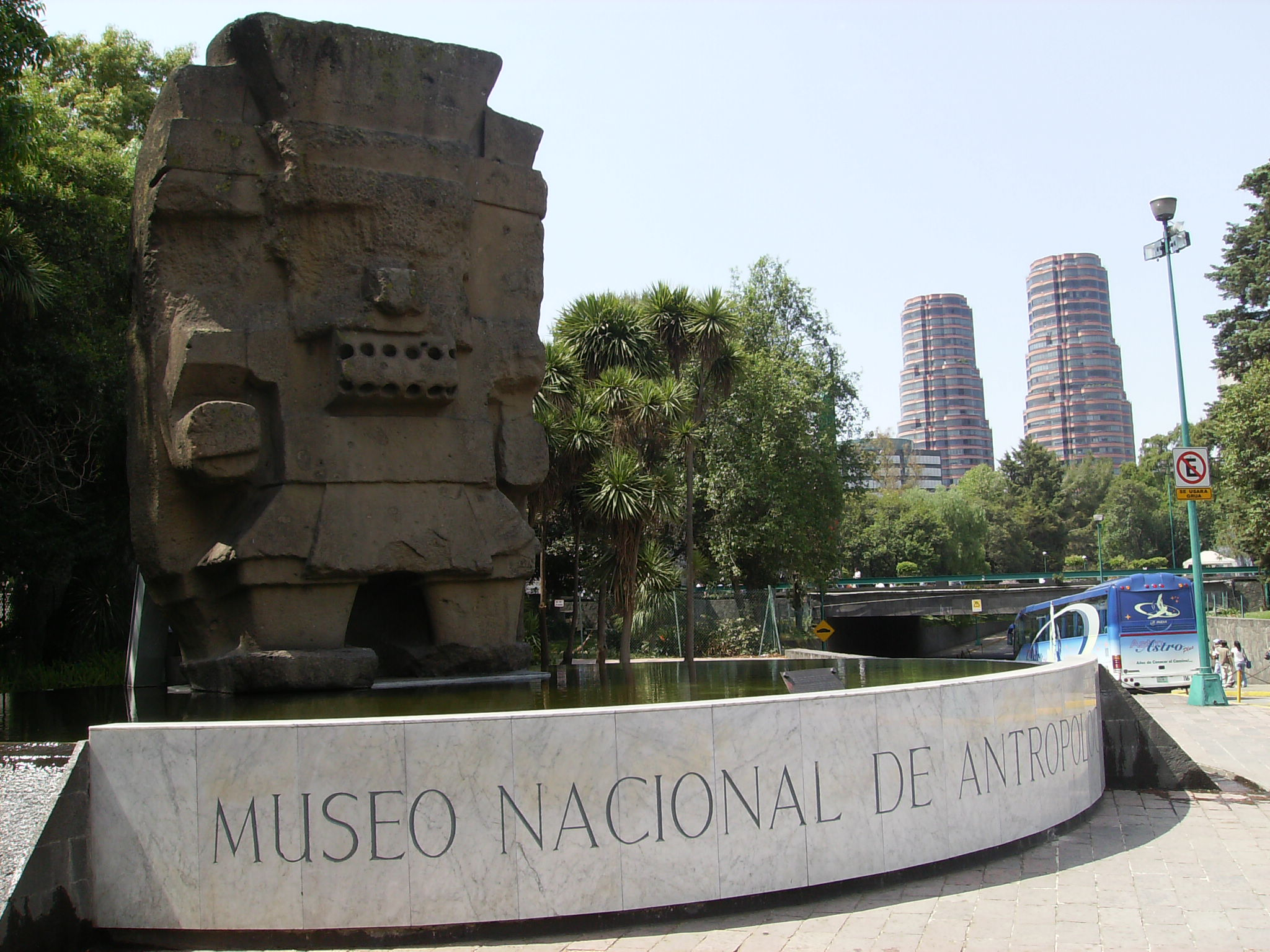
レフォルマ通りに面して置かれたトラロックの彫刻

コレクションが増大したため、1906年に自然史関係の所蔵品をチョポ大学博物館に移転させ、国立考古・歴史・民族誌博物館として1910年9月9日に再開した。1924年には博物館の所蔵品は52000点に達し、25万人以上が訪問するようになった。
1940年12月13日、歴史関係の所蔵品がチャプルテペク城に移転し、現在の国立人類学博物館の名に改称された。
現在のチャプルテペク公園内の博物館の建物は1963年2月に着工され、19か月後に完成した。建設には1億6千万ペソを要した。ペドロ・ラミレス・バスケスによって設計され、ラファエル・ミハレスとホルヘ・カンプサノが協力した。博物館の開館にあたり、公共教育局(SEP)は作曲家カルロス・チャベスに管弦楽曲『レソナンシア』の作曲を依頼し、1964年9月17日の開館式で初演された。

## 建物

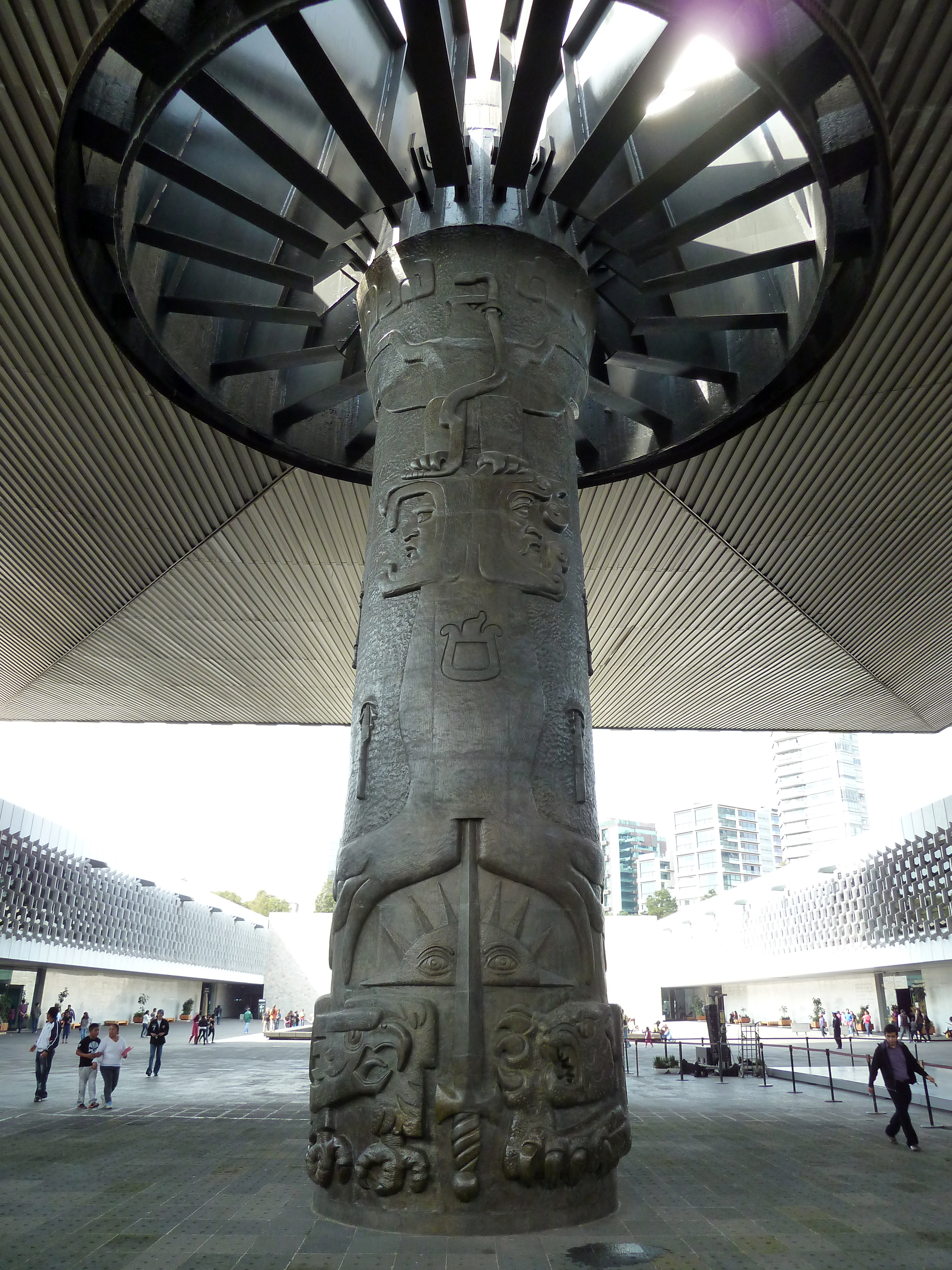
中庭へ通じる「傘」(paraguas)と呼ばれる建築物

建物の広さは45,000平方メートルあるが、展示エリアは30,000平方メートルのみで、残りは研究室、図書館、復元作業所、保護作業所、ジオラマ組み立てなどのさまざまな目的に使用されている。敷地全体の大きさは79,700平方メートル（8ヘクタール弱）になる。23の部屋のほかに野外空間が35,700平方メートルある。
中庭のデザインはウシュマルに由来する。中庭の中とアステカ室の前の池はこの文化が湖を背景にもつことを暗示する。

## 歴史アーカイブ
博物館の歴史アーカイブは、博物館自身の生みだした歴史的文献の保全と修復の責務を負っている。

## 保存研究所
保存研究所は、博物館の資料の保存と修復を担当する。この研究所がかかわった主要なプロジェクトには、パカル大王の仮面の修復、ラ・ベンタの奉納物4の調査、レフォルマ通りで一般公開されているトラロックの像の製造技術の調査、中庭の美術的建築要素の総合的検査、マリンチェが着ていたとされるウィピルの修復などがある。

## 展示室

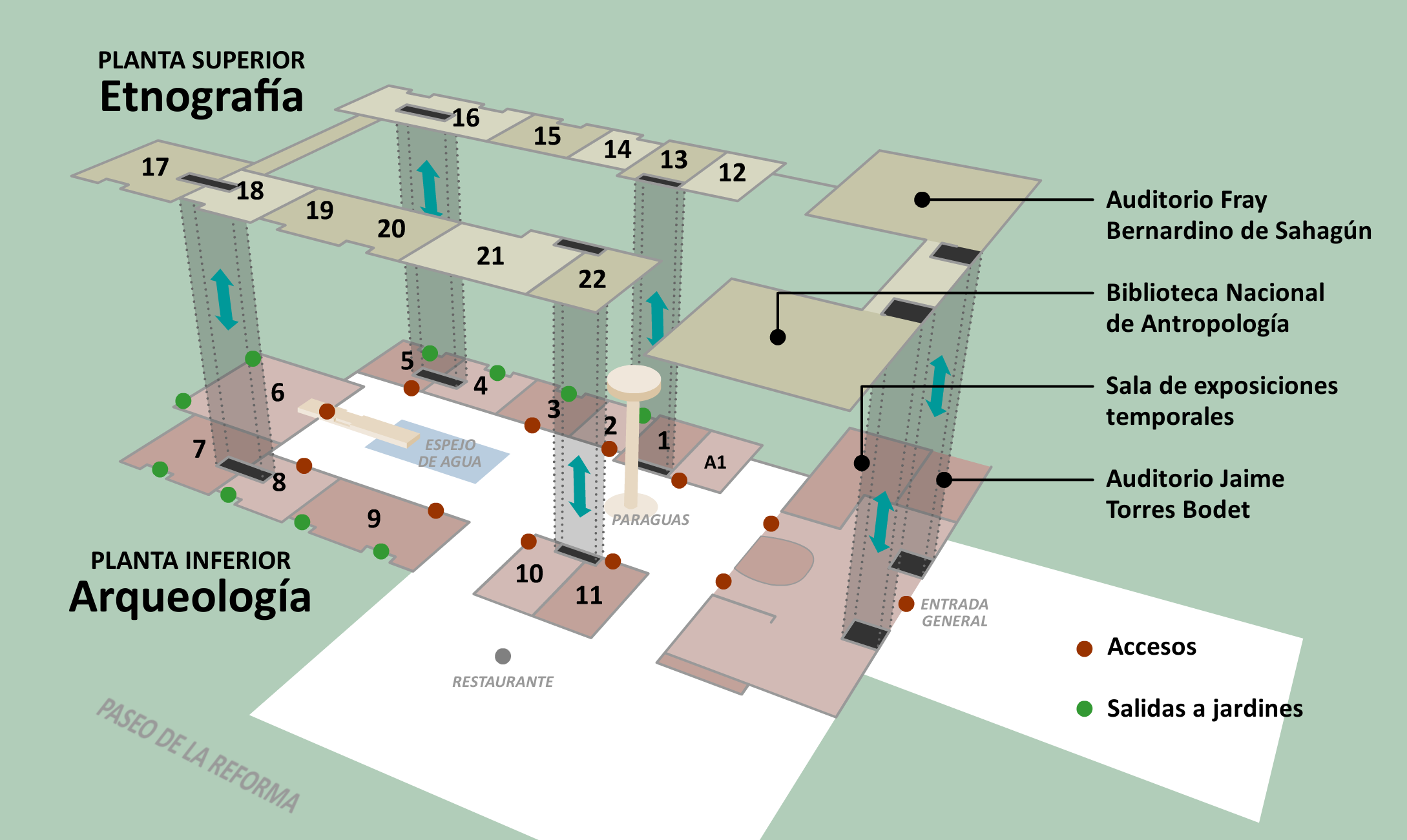
館内の見取図

国立人類学博物館には24の展示室があり、うち22は常設展示室、他は期間限定の企画展示のために使われ、しばしば世界のさまざまな博物館の所蔵品が展示される。
1・2階が常設展示室として使われている。1階は人類学、およびアメリカ大陸への人類の移動から、メソアメリカの後古典期にいたる先コロンブス期のメキシコ国内の文化のために使われている。2階には11の民族誌の部屋があり、現代のメキシコに生きる先住民の物質文化の見本が展示される。
1階にある考古学の部屋は、池のある中庭を囲むように配置され、入って右側から時代順にアステカ時代まで配置されている。オアハカ諸文化の部屋では地域ごとに展示される。北部文化の部屋はメソアメリカの範囲を越えて、北方にあるアリドアメリカとして知られる地域の集落に関する部屋である。
1. 人類学入門
2. アメリカの人類 - 人類のアメリカ大陸への到達とその発展に関する展示がある。
3. 先古典期の中央高地
4. テオティワカン
5. トルテカと古典期終末期
6. メシカ - アステカ
7. オアハカの諸文化 - サポテカ、ミシュテカ
8. メキシコ湾岸の文化 - オルメカ、ワステカ
9. マヤ
10. 西部
11. 北部
12. インディオの村 - 現代のメキシコ先住民に関する展示
13. グラン・ナヤル - 今のナヤリット州、ハリスコ州、サカテカス州に住むコラ族、ウイチョル族、テペワ族、ナワ族およびメスティーソの文化
14. プレエチェリオ -プレペチャの文化
15. オト・パメ - オト・パメ族（英語版）の文化
16. プエブラ山脈 - トトナカ族（英語版）、オトミ族、テペワ族（英語版）、ナワ族の文化。
17. オアハカ：南部インディオの村 - 16種類の先住民の多様な文化。
18. メキシコ湾岸：ワステカ地方とトトナカパン
19. 平地およびジャングルのマヤ人の村
20. 山地のマヤ人の村
21. 北西部：山地、砂漠、盆地 - シナロア州、チワワ州、ソノラ州、バハ・カリフォルニア州
22. ナワ族

2005年10月に、メソアメリカの球戯場の半分のサイズのレプリカがトルテカの部屋に設置された。入館者は中を歩いてみることができる。

## ギャラリー

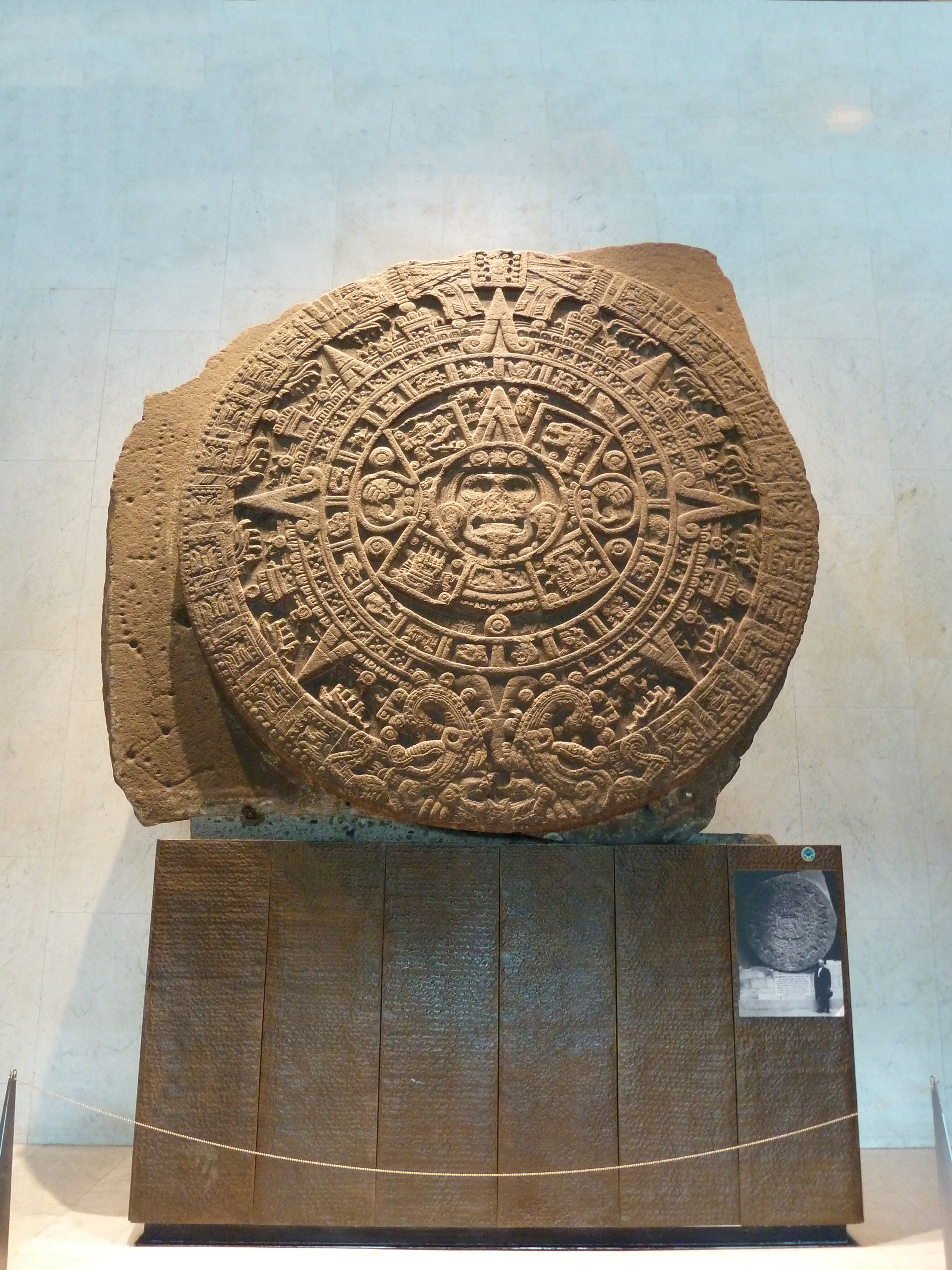
太陽の石
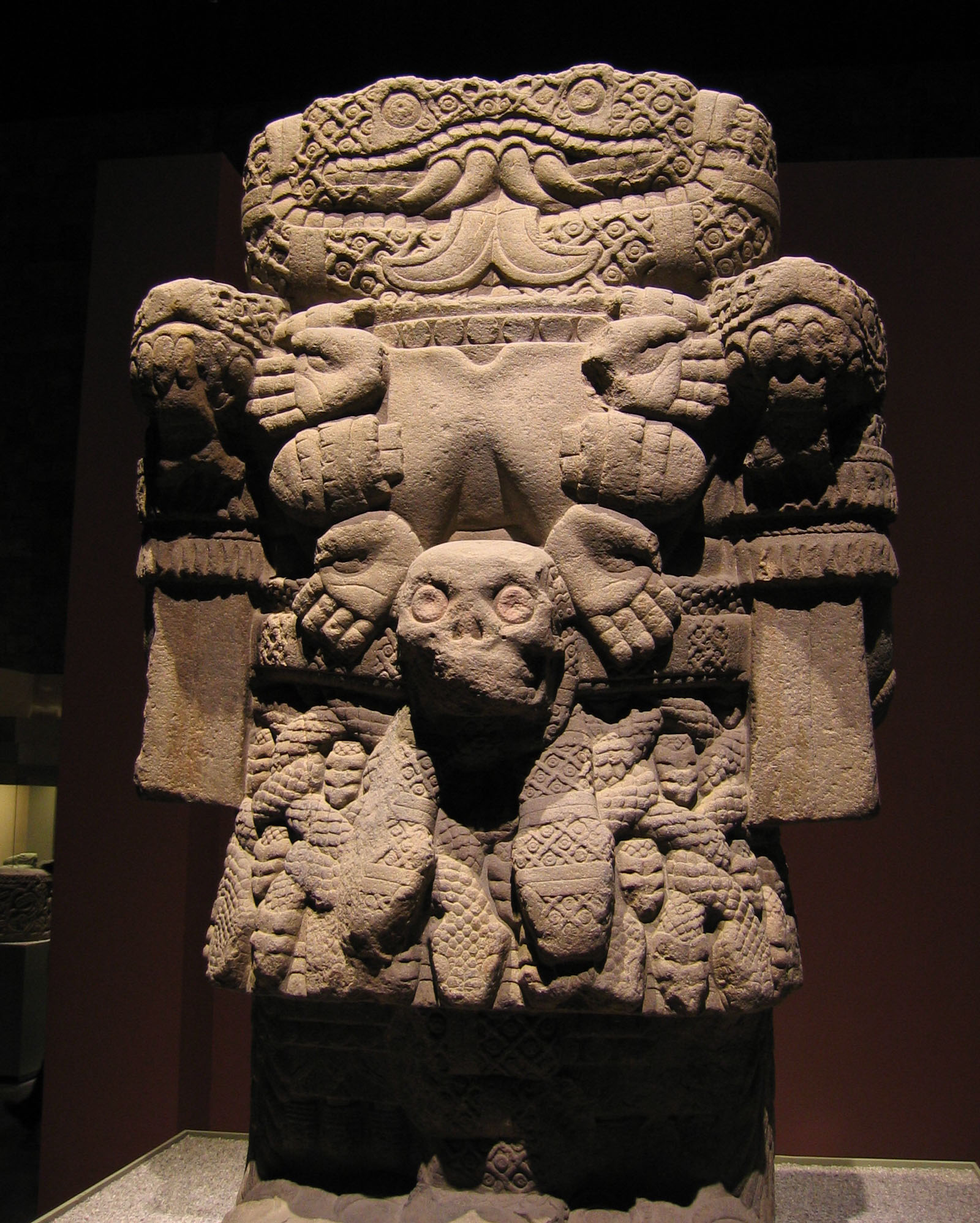
コアトリクエの像
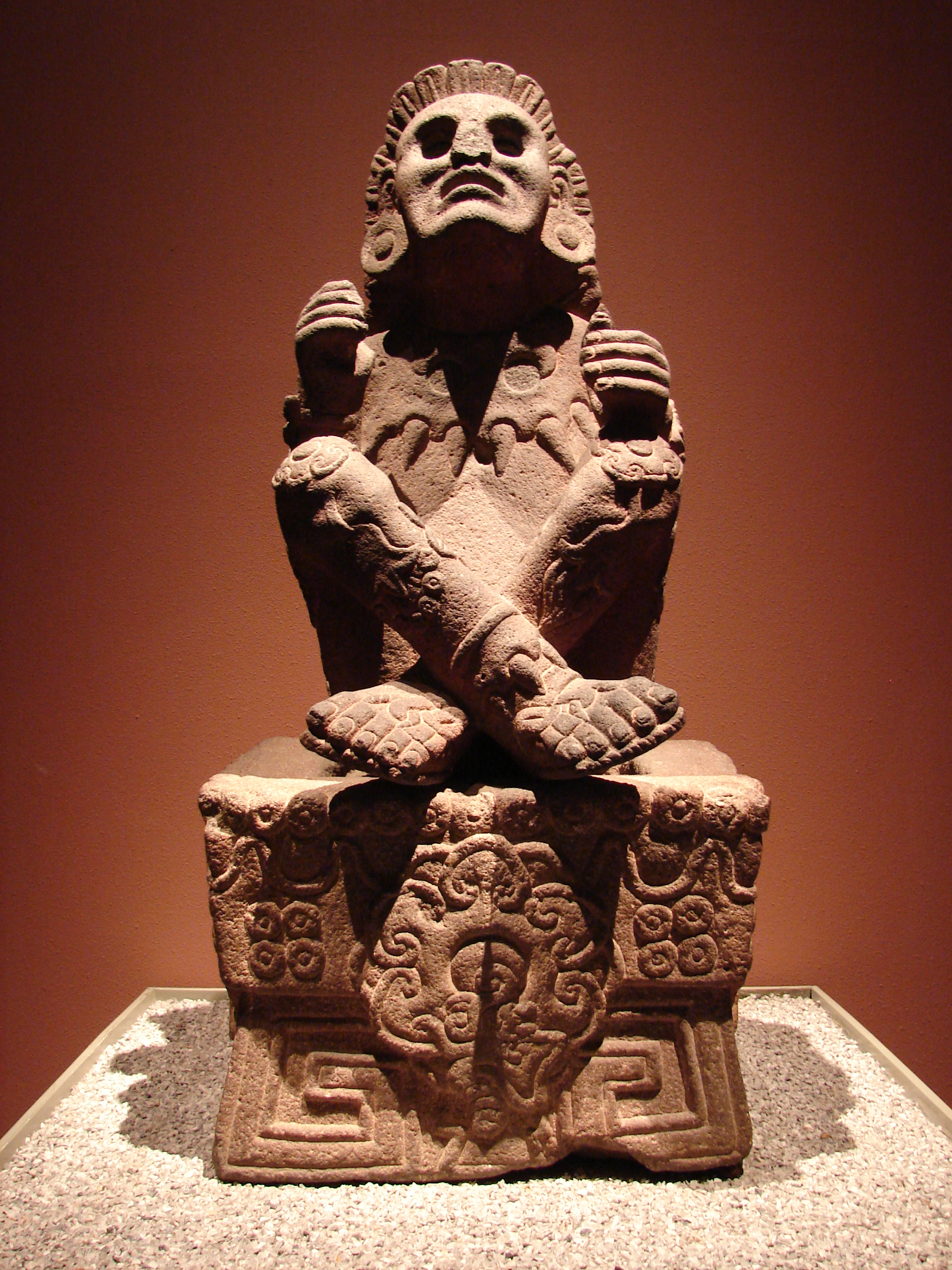
ショチピリの像
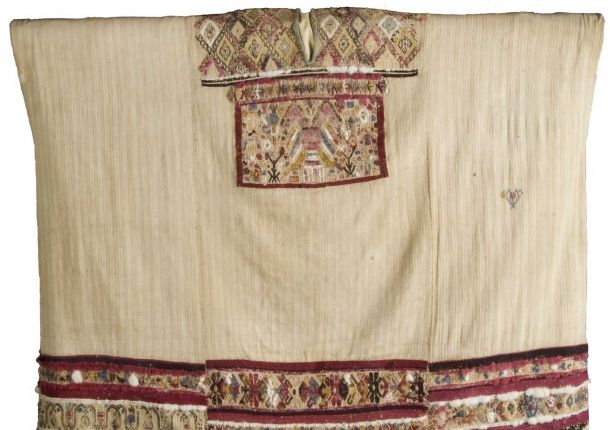
マリンチェのウィピル
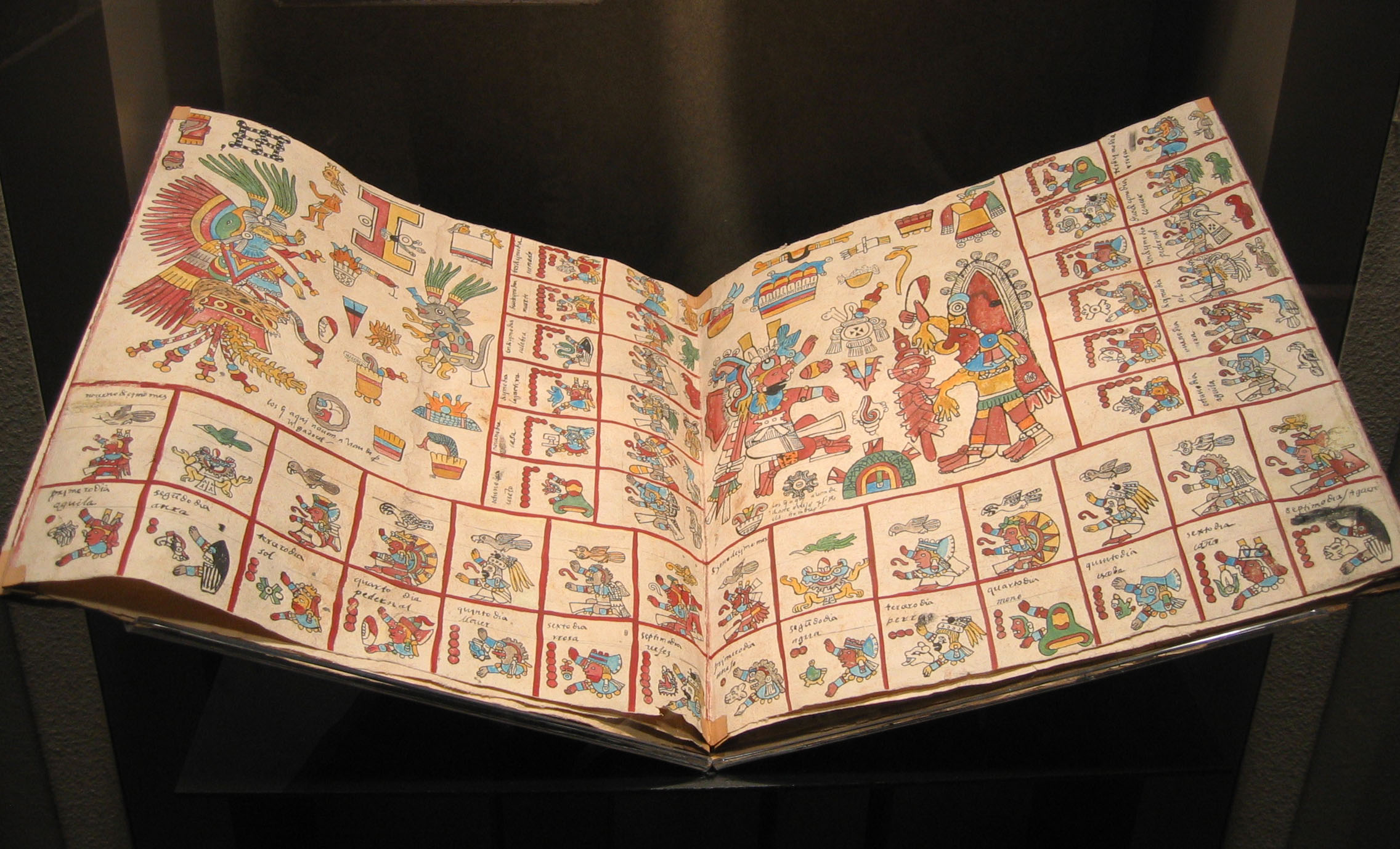
ブルボン絵文書（複製）
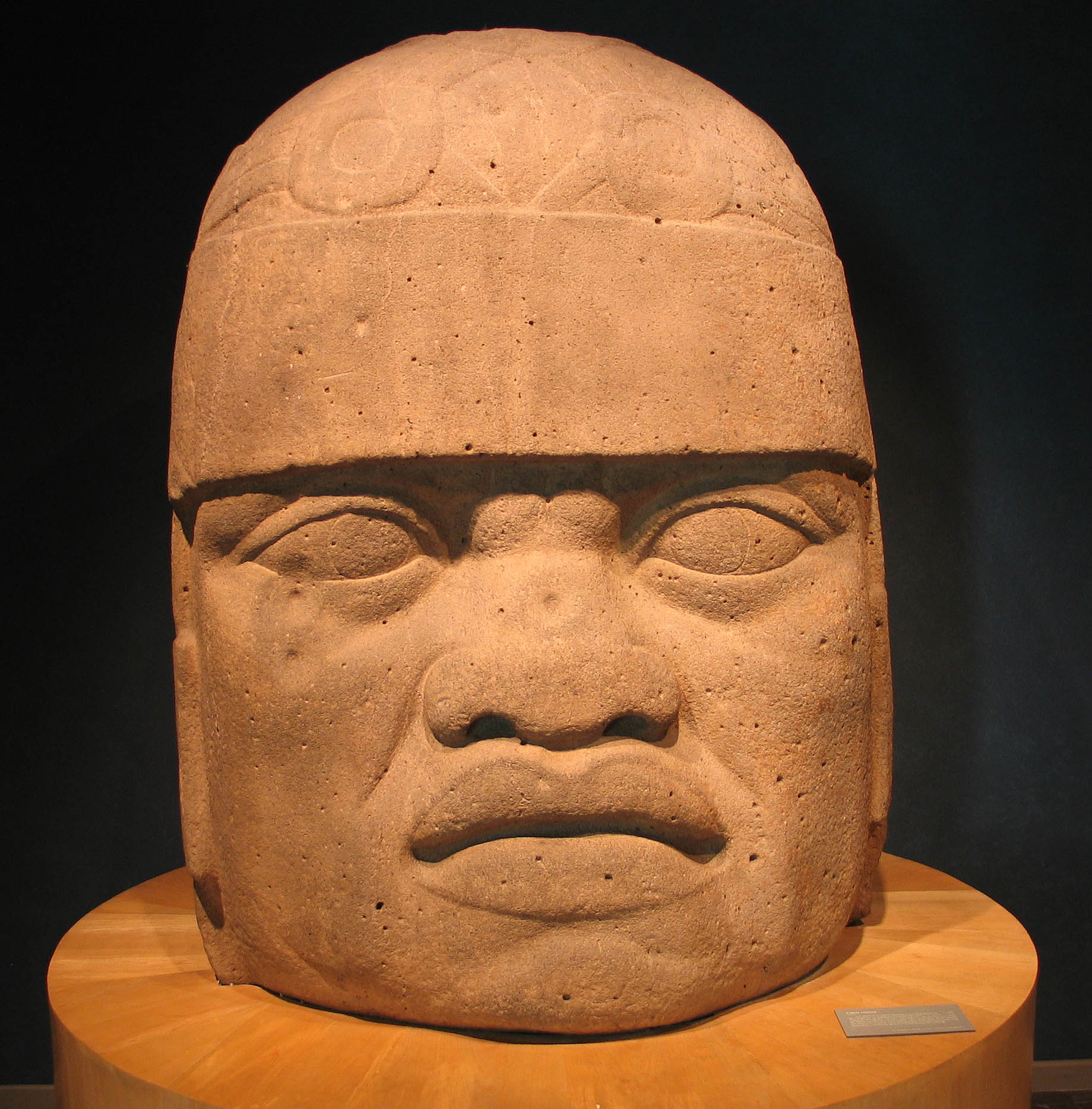
オルメカの巨石人頭像
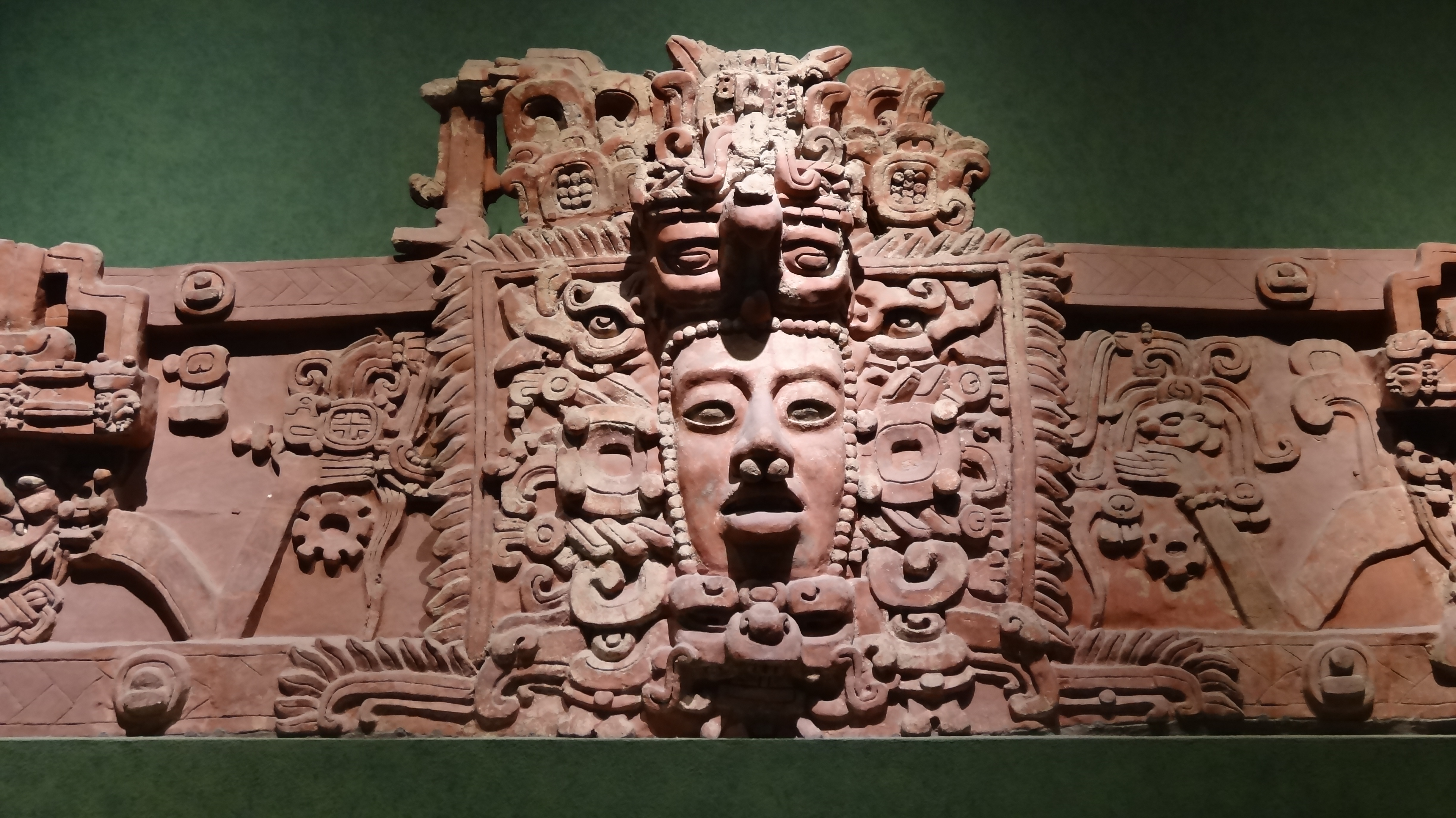
プラセレス出土のフリーズ
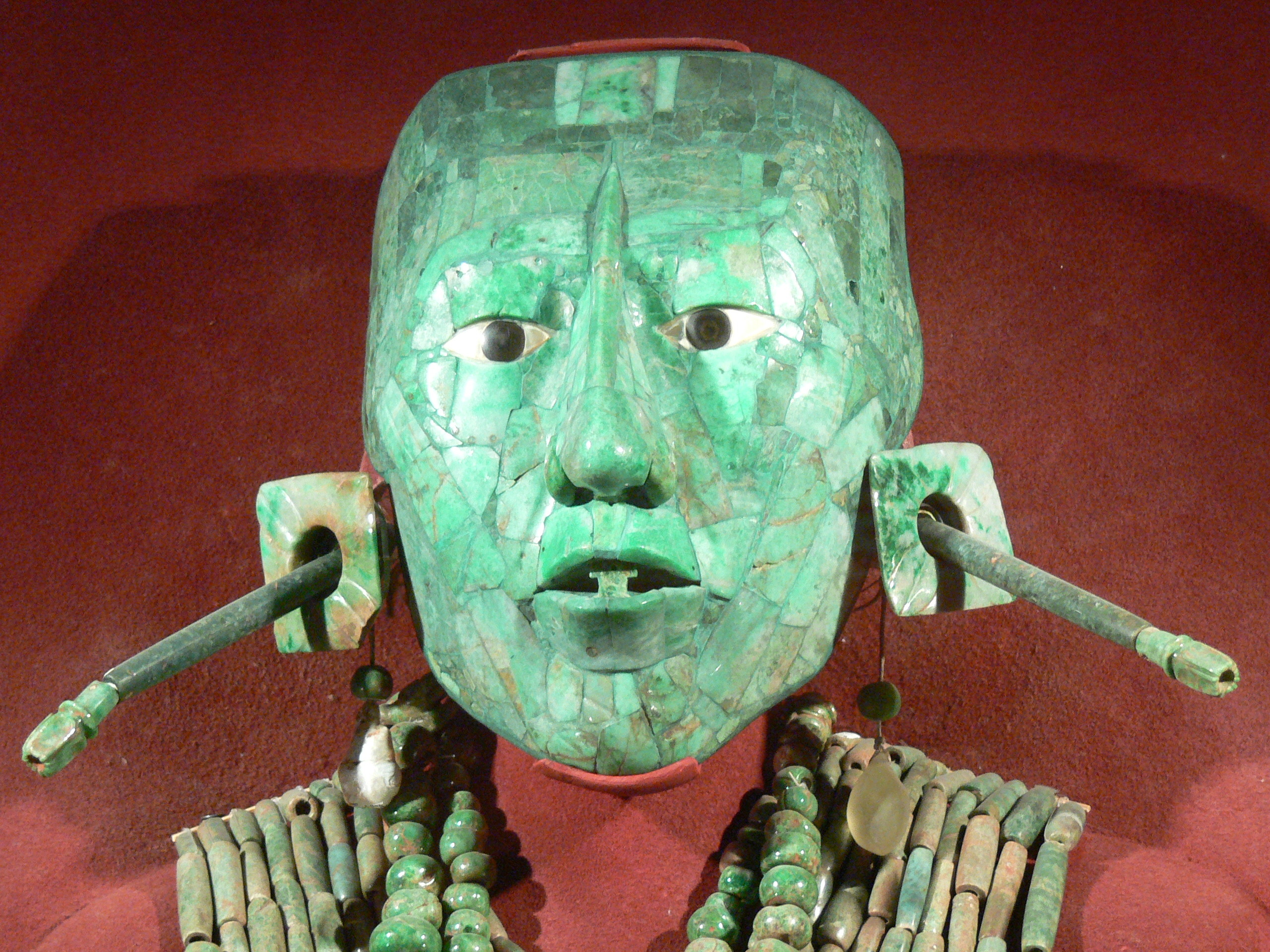
パカル大王の仮面
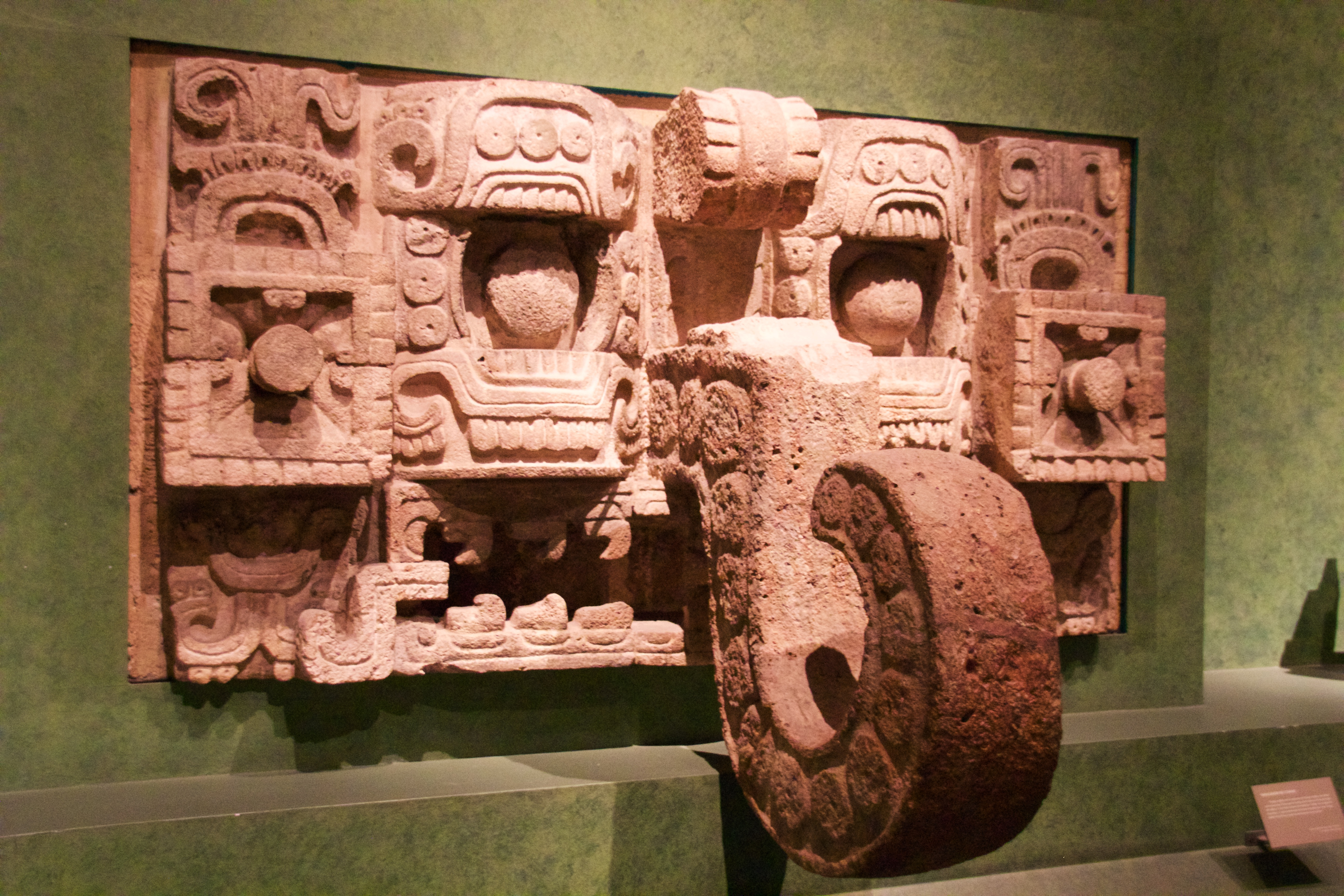
チャク神の面
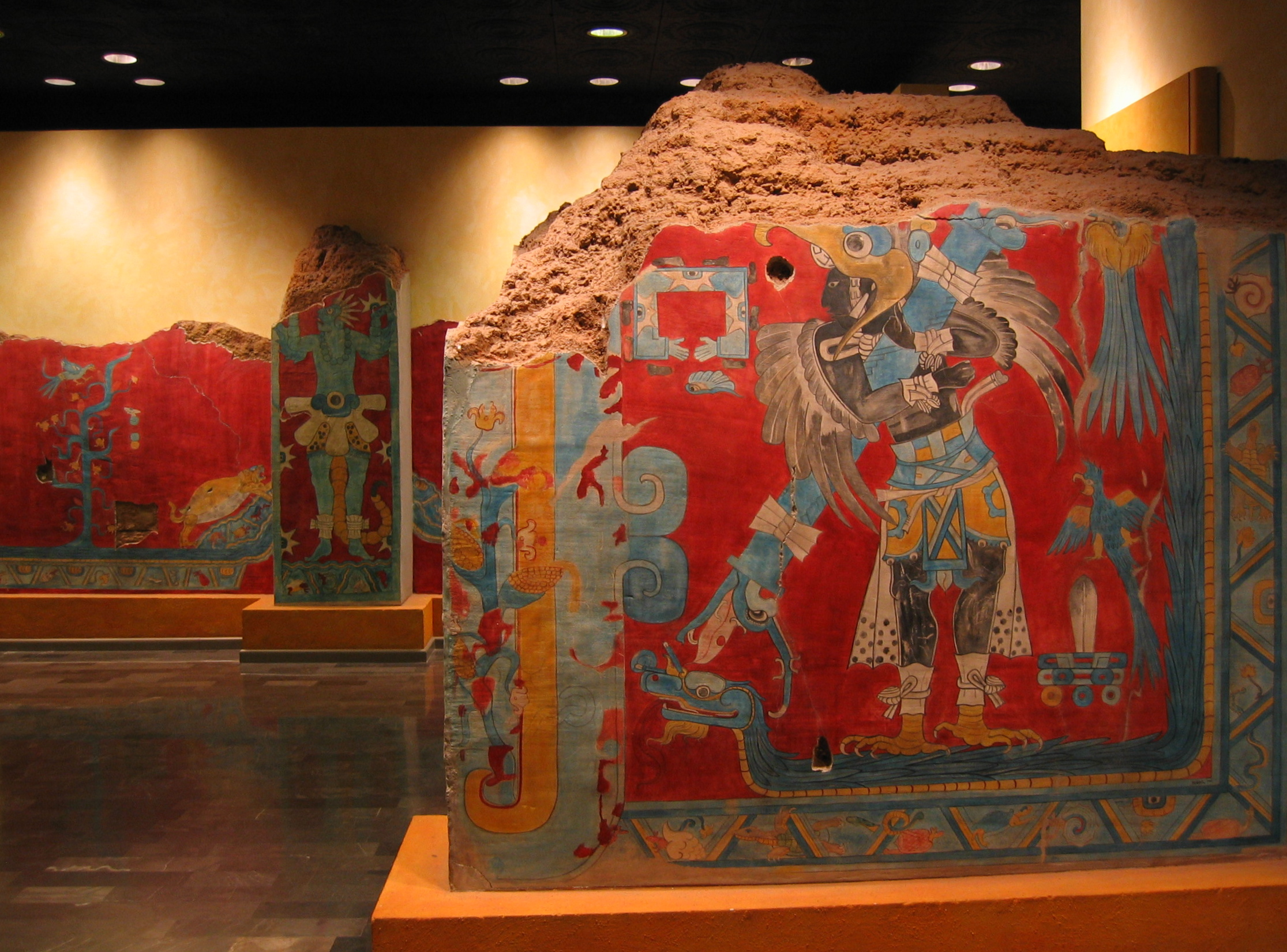
カカシュトラの壁画（複製）
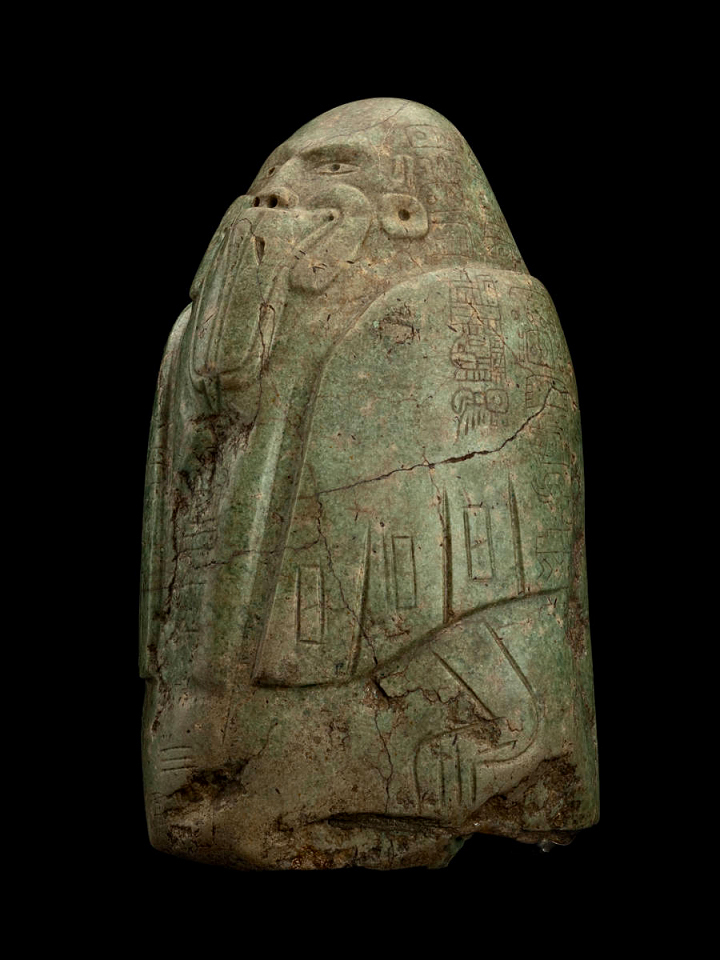
トゥシュトラの小像
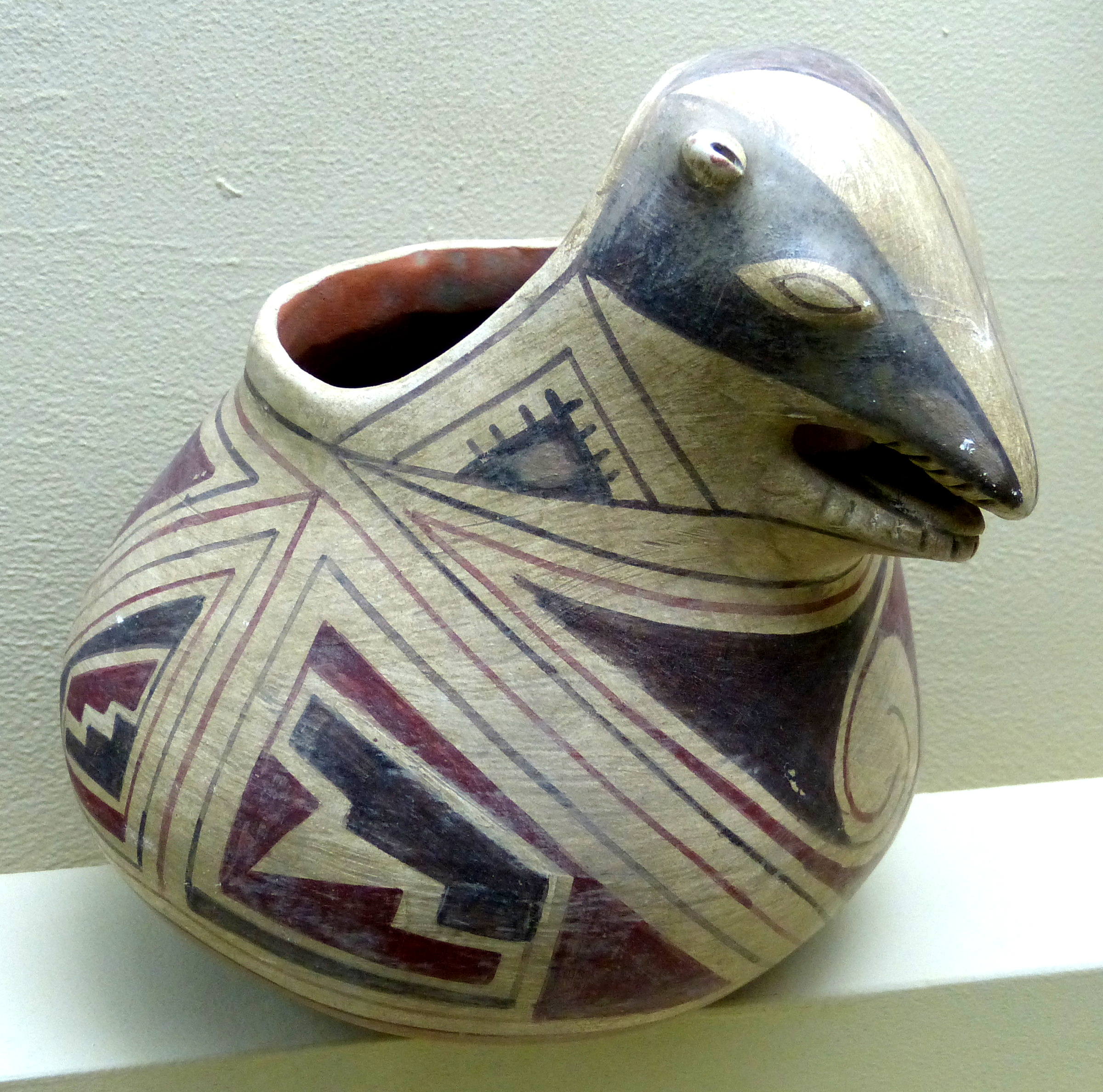
パキメの土器